# Rufulosophronica rufula
Rufulosophronica rufula là một loài bọ cánh cứng trong họ Cerambycidae.